# Kultura popularna

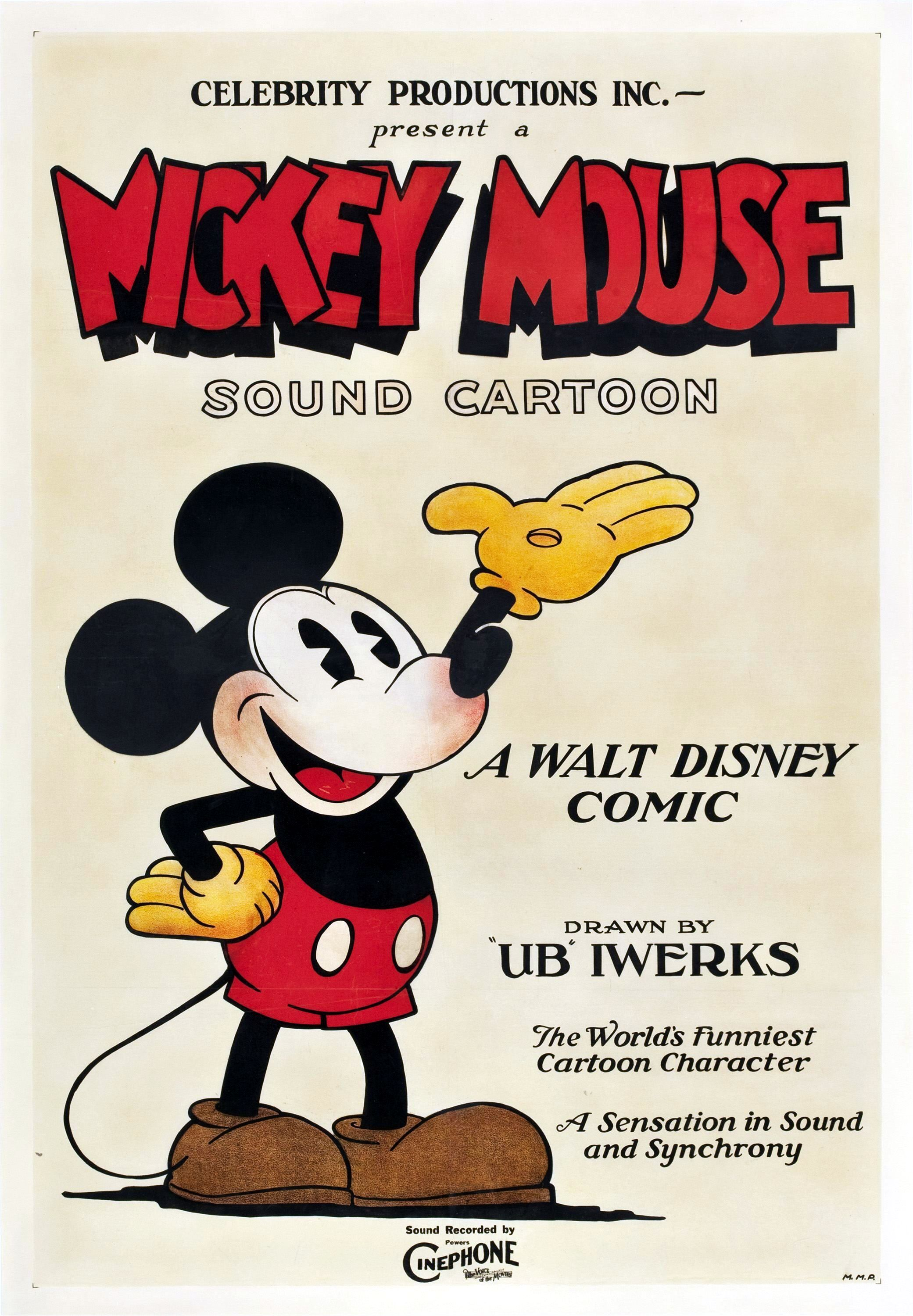
Myszka Miki jako przykład kultury masowej

Kultura popularna (popkultura, kultura masowa) – charakterystyczny typ kultury powszechnie dostępny i praktykowany (faworyzowany, lubiany) przez „masy”, „lud”, czyli liczne i szerokie rzesze ludzi, przy tym zasadniczo jest to pojęcie zawężone do obszaru kultury symbolicznej, szczególnie tej związanej z działalnością intelektualną, artystyczną (estetyczną), zabawowo-rozrywkową (ludyczno-rekreacyjną). Kultura popularna oznacza więc zasadniczo tyle, co egalitarnie zorientowana sztuka.
Teoria kultury popularnej należy do zakresu zainteresowania kulturoznawstwa (także medioznawstwa, filmoznawstwa, literaturoznawstwa), antropologii kulturowej, socjologii, językoznawstwa, dziennikarstwa i innych dyscyplin nauk humanistycznych i społecznych.

## Kultura popularna a kultura masowa
Pojęcia kultury masowej i kultury popularnej w wielu kontekstach bywają używane zamiennie, jak synonimy. W pewnym sensie oba stanowią odzwierciedlenie tych samych zjawisk, ale w nieco odmienny sposób, gdyż sformułowanie kultura masowa ma pewne zabarwienie pejoratywne, a sformułowanie kultura popularna jest co najmniej neutralne, a nawet pozytywne. Mówiąc o kulturze masowej, podkreśla się bardziej jej powtarzalność, standaryzację, prostotę (z czym wiąże się pewna domyślna deprecjacja) natomiast mówiąc o kulturze popularnej, uwypukla się jej otwartość, dostępność, demokratyczność i uniwersalność (co niesie ze sobą pewną cichą gloryfikację i uznanie). Ponadto pojęcie kultury popularnej bywa używane w szerszym sensie niż kultura masowa (niektórzy autorzy, np. Marian Golka, John Fiske, zdecydowanie rozgraniczają znaczenie obu terminów). Popularna oznacza tyle, co powszechna, praktykowana przez niemal wszystkich, zarówno współcześnie jak w dawnych czasach. Kultura masowa natomiast kojarzona jest szczególnie z kulturą powstałą na tzw. progu umasowienia – w latach 20. i 30. XX wieku, kiedy to zaistniały społeczno-cywilizacyjne (postępująca urbanizacja i industrializacja), jak i techniczne możliwości powielania i rozpowszechniania dzieł, utworów i różnych wzorców zachowania, w niespotykanej nigdy dotąd skali. Mówi się więc też na przykład o umasowieniu lub odmasowieniu kultury popularnej. Kultura masowa jest więc określeniem, które lepiej oddaje dawniejsze postrzeganie kultury popularnej jako kultury jednorodnej, z licznymi biernymi odbiorcami i nielicznymi miejscami „produkcji” kultury – tworzonej masowo niczym w fabryce. Termin kultura masowa był używany częściej w przeszłości, choć nawet i wówczas pojawiał się w literaturze naukowej niezbyt często. W nowszej literaturze przedmiotu termin ten pojawia się coraz rzadziej, gdyż wyparty został przez termin kultura popularna, który lepiej oddaje nowoczesne ujęcie takiej kultury – rozumianej jako współczesna kultura powszechna, ale w ogólności niejednorodna (odmasowiona), a więc raczej jednak nie masowa. Krytycy, którzy kulturę popularną analizują w kontekście jej tworzenia, posługują się częściej terminem kultury masowej autorzy, którzy skupiają uwagę na jej odbiorze wolą posługiwać się terminem kultura popularna.

## Zasadnicze podejścia do kultury masowej
Kultura popularna jest zjawiskiem trudnym do zdefiniowania. Sposób definiowania kultury popularnej w dużej mierze wynika z pozycji ideologicznej przyjętej przez definiującego. W kontekście takim wyodrębnić można dwa bieguny.
- Pierwszy to przyjęcie pozycji związanej z praktykami uprawomocniania porządku – czyli krytyka kultury popularnej z pozycji konserwatywnej, elitarystycznej, prawicowej. Ten kierunek krytyki zasadniczo bierze za przedmiot krytyki odbiorców kultury popularnej, uznając ich za sprawców wypaczeń kulturowych.
- Drugi to krytyka z pozycji lewicowej – kultura postrzegana jest w takim podejściu zasadniczo jako narzędzie panowania ideologicznego. Refleksja ma tu dawać podstawy do demaskowania nieprawdy i stać się narzędziem emancypacji dla tych, którzy podlegli są władzy, jaka została im narzucona poprzez kulturę. Ten kierunek krytyki zasadniczo bierze za przedmiot krytyki producentów (wytwórców, organizatorów) kultury popularnej i zarzuca im skryte manipulatorstwo, którym – zdaniem krytyków – posługują się w celach pozaestetycznych i pozaintelektualnych.
- W przestrzeni pomiędzy powyższymi dwoma skrajnymi biegunami znajdują się współczesne ujęcia, które kładą nacisk na aspekty poznawcze, unikają wartościowania i krytyki. Do nich należą między innymi: powiązane ze strukturalizmem analizy semiotyczne (Roland Barthes, Umberto Eco), podejście antropologiczne, analizy feministyczne i analizy tzw. Brytyjskiej Szkoły Kulturoznawczej (Ken Worpole(inne języki) – Dockers & Detectives, Dick Hebdige(inne języki) – Subculture. The Meaning of Style, John Fiske, Stuart Hall), które skupiają się zasadniczo na tym, jak odbiorcy odczytują, interpretują czy zawłaszczają sobie przekazy kulturowe. Wszystkie ujęcia z tej przestrzeni uciekają jednak od traktowania kultury popularnej jako czegoś swoistego – czyli nie wyróżniają w swoich badaniach odrębnego typu „kultury popularnej”, traktują ją jako uniwersalne zjawisko kulturowe (poszukując w niej np. struktur typowych dla wszelkich kultur).
- Na gruncie wyżej wspomnianych neutralnych studiów kultury popularnej wyrasta ponadto nowoczesne ujęcie tematu, które jeśli nawet nie gloryfikuje otwarcie kultury masowej, to uznaje jej siłę i wskazuje, że nawet jeśli pozostaje ona nadal nieprawomocna, to faktycznie jest kulturą dominującą (zob. też populizm kulturowy). Zanurzone są w niej nawet elity (ich przedstawicielom też zdarza się chociażby chodzenie w popularnych dżinsach czy T-shirtach). Jeśli więc faktycznie odbiorcy kultury masowej na różny, właściwy sobie sposób używają kultury popularnej, to służy im ona na przykład do tego, by określać swoje własne znaczenia, wyrażać własną tożsamość[5] albo tworzyć wspólnoty uczuciowe[6]. Kultura popularna jest więc w takim ujęciu pewną przestrzenią wolności dla wszystkich grup społecznych, drogą niepozbawioną wyboru, drogą do osobistej swobody (przy czym takie cechy można raczej bardziej przypisać kontrkulturom czy subkulturom młodzieżowym, które rodzą się w obrębie kultury popularnej). Apologeci kultury popularnej argumentują, że współcześnie obszar zjawisk przynależnych do sztuki znacznie się poszerzył i również wytwory kultury popularnej wiele wnoszą do wspólnego dziedzictwa kultury i sztuki (zob. np. pop-art).

### Podejścia krytyczne do kultury popularnej
Pierwszy z wymienionych tu biegunów to stanowisko, które definiuje kulturę popularną poprzez przeciwstawienie jej kulturze elitarnej. Kultura elitarna to kultura wysoka (zwana też czasami kulturą uczoną), a kultura masowa to niejako zaprzeczenie kultury wysokiej (albo „pozostałość” po określeniu tego, co stanowi kanon kultury wysokiej), czyli kultura niska. W takim rozumieniu kultura popularna niejako celowo jest utożsamiana z kulturą masową. Stworzenie takiej opozycji nie jest neutralne poznawczo, stanowi podstawę do rozwijania krytyki tego, co masowe, powszechnie dostępne wśród szerokich mas, wśród ludu. Podejście poznawcze poprzedzone jest tu poprzez gloryfikację tego, co elitarne i jednoczesne odrzucenie i deprecjację tego, co powszechne. Praktykowanie kultury wysokiej wymaga więc szczególnego, czasem długotrwałego kształcenia, znajomości rzeczy, umiejętności, zdolności twórczych, talentu lub geniuszu – jest pełna głębi, oryginalna, oparta na prawdziwych, autentycznych wartościach podczas gdy kultura niska jest: prosta, płaska, płytka, banalna, trywialna, schematyczna, wulgarna, kiczowata, ogłupiająca, przemijająca, powielona, zhomogenizowana (czyli ujednolicona), uniformizująca, przeciętna, pozbawiona wartości intelektualnych, zaspokajająca najprostsze potrzeby i ewentualnie skomercjalizowana. Argumenty przytaczane przez krytyków stojących na tym stanowisku to racje indywidualisty, który gardzi masą i wskazuje, że w tłumie sędziów giną prawdziwi znawcy, bo tych mądrych i dobrych zawsze jest niewielu. Dlatego już w samym założeniu przyjmuje się, że takiej kultury masowej nie należy badać, lecz trzeba z nią walczyć lub jej unikać. Celem jest tu więc nie tyle poznanie zjawiska kultury popularnej, lecz moralizowanie, z pozycji na przykład arystokraty, czym prawdziwa, autentyczna kultura jest lub powinna być.

#### Do wieku XIX
Korzeni idei kultury masowej można doszukiwać się już w starożytności, gdzie twórczości patronowali Apollo i Dionizos – reprezentanci odpowiednio jasnego i mrocznego nurtu poezji; konwencji i jej zaprzeczenia. Zdecydowane potępienie smaku publiczności pojawiło się jednak dopiero między epoką oświecenia i romantyzmu, kiedy to wzmogła się różnica pomiędzy rozumem i uczuciem, kanony klasycystyczne straciły swoje znaczenie a skutkiem tego piękno i jego odbiór przestały być traktowane jak coś obiektywnego i uznano je za przynależne do sfery subiektywnej. W takim kontekście artystom przypadła rola geniuszy uczucia. Za artystycznymi geniuszami nie nadążała jednak ich publiczność.
W schyłku wieku XVIII można zauważyć krytykę, która wypływa ze środowisk intelektualnych i artystycznych i kieruje się przeciwko ówczesnej kulturze uznawanej za przeciętną czy wulgarną. Ówcześni artyści dworscy byli jednak ogólnie dość powściągliwi w krytyce, by nie urazić swoich arystokratycznych protektorów, równocześnie dbali o zapewnienie sobie ich pobłażania.
Wraz z nadejściem rewolucji przemysłowej ten arystokratyczny lub patrycjuszowski mecenat osłabł. Artyści i uczeni weszli w nowy układ zależności – choć nadal spełniając swoją funkcję, stali się zależni od pracodawcy kapitalistycznego (wydawcy jego książek, dyrektora teatru, menedżera kultury itp.). Wytwory działalności artystycznej nabrały charakteru towaru. A towar taki, jak każdy inny towar funkcjonujący w ramach systemu ekonomicznego, musi być dostosowany do popytu.

#### Wiek XIX
Pierwszy z wymienionych na wstępie sposobów definiowania kultury popularnej pojawia się w tekstach wielu XIX-wiecznych krytyków kultury. Można wśród nich wymienić takie postacie jak: Johann Wolfgang von Goethe, Matthew Arnold (praca Culture and Anarchy – zawierająca krytykę amerykanizacji), Alexis de Tocqueville, John Ruskin, William Morris, Thomas Carlyle, Ernest Renan, Friedrich Nietzsche, Ferdinand Tönnies, Oswald Spengler.
Rewolucja burżuazyjna w końcu wieku XVIII przyczyniła się do powstania utopijnej idei duchowego przywództwa intelektualistów, filozofów i artystów, pobudzając całe pokolenie poetów do krytyki cywilizacji przemysłowej. Przyniosła też pogardę artystów dla świata filistrów i hasło sztuka dla sztuki.
XVIII-wieczne myślenie utopijne nie przygotowało do wkroczenia w epokę umasowienia. More (Utopia), Campanelli (Państwo Słońca) i Bacon (Nowa Atlantyda) postulowali powstanie społeczeństwa na wzór małej społeczności lokalnej, w której istotną rolę odgrywałaby kultura intelektualna. Utopie te odbijały się echem i prowadziły do krytyki wśród XIX-wiecznych myślicieli.
Johann Wolfgang von Goethe (Prolog w teatrze, pierwsza część Fausta) będąc nie tylko twórcą, ale też i doświadczonym dyrektorem teatru oraz urzędnikiem dworskim do spraw kultury, krytykował rolę komercyjnego menedżera kultury, która rozmija się z powołaniem artystycznym. Kultura zarządzana z perspektywy okienka kasowego ma przyciągnąć tłum i służy zasadniczo rozrywce publiki o niewyszukanych gustach. A gust taki schlebia przede wszystkim obrazom pospolitego życia ludzi. Niewiele ma to wspólnego z etosem artystycznym czy dążeniem do zdobycia prawdziwego uznania u potomnych, a ukazany w dziele Dyrektor Teatru to manipulator z pogardliwym dystansem do swojej publiki. Goethe wielokrotnie krytykował też prasę (w zasadzie jedyny XIX-wieczny środek komunikowania masowego) i zarzucał jej, że karmi czytelników powierzchowną, nieprzetrawioną treścią, co prowadzi do zepsucia smaku u jej odbiorców.
Alexis de Tocqueville w roku 1835 opublikował swoją pracę Demokracja w Ameryce (tom drugi w 1840), w której opisał amerykańskie społeczeństwo lat 30. XIX wieku. Jego praca w kontekście rozważań nad kulturą masową jest o tyle istotna, że tendencje pojawiające się w Ameryce nie były wówczas jeszcze widoczne w Europie, a sama amerykańska kultura masowa w kolejnych latach oddziaływała bardzo silnie na kształt kultury masowej także poza Ameryką (niektórzy nawet, choć błędnie, utożsamiali kulturę masową z kulturą amerykańską). Ważne jest więc zrozumienie, w jaki sposób kultura ta rodziła się u swych źródeł. Alexis de Tocqueville starał się unikać ocen i nawykowych założeń, występując w roli neutralnego obserwatora. Jego prace mają w sobie więcej socjologicznej ścisłości niż swobody i metodologicznego niedbalstwa, typowego dla spekulacji filozoficznych, których tak wiele można znaleźć w pracach późniejszych krytyków. Alexis de Tocqueville uważał, że istnieje istotna zależność pomiędzy warunkami bytowymi społeczeństwa, a geniuszem wywodzących się z niego twórców. W takim kontekście próbował interpretować obserwowane zjawiska. Amerykańskie społeczeństwo było wówczas społeczeństwem agrarnym, w niczym jednak niepodobnym do chłopskich pofeudalnych warstw społeczeństwa europejskiego. Zarówno ubiór, jak i język miał w nim charakter miejski, a praca ujęta była w ramy komercji, co kontrastowało z tradycją ludową wsi w Europie. Miało ono więc raczej własności typowe dla społeczeństw, które przekroczyły próg urbanizacji: odznaczało się mobilnością przestrzenną, ruchliwością społeczną i „mentalną”, pozbawione było też ściślejszych więzi z uwagi na brak wspólnoty tradycji i obyczajów. Takie – mimo wszystko jednak agrarne – społeczeństwo działało w surowych warunkach pionierskich. Warunki takie promowały pragmatyczność i nastawienie na zapewnienie sobie zabezpieczenia materialnego. Stąd też brał się zanik zainteresowań rozważaniami teoretycznymi i ówczesny kształt szkolnictwa. Jak zauważa de Tocqueville, niewielu jest tam ludzi dobrze wykształconych, ale i tych nieposiadających żadnego wykształcenia jest mało. Podobny wpływ pojawia się w sztuce, gdzie estetyka została podporządkowana praktyce. Stąd też wynikał zanik ambicji artystycznych wśród cechów rzemieślniczych. Odbiorcami nie była tu wszak ograniczona warstwa arystokratów, lecz masa klientów, dla której trzeba było produkować dużo, a więc szybko, tanio i prostymi metodami, najlepiej w oparciu o gotowe wzorce. To, co czyniło pisarzy amerykańskich sławnymi (i bogatymi), to ich publiczność masowa, faworyzująca dzieła proste w odbiorze, niewymagające przygotowania intelektualnego, oddziałujące na emocje. W pracach takich – jak zauważa de Tocqueville – dominuje zainteresowanie człowiekiem. co – jak później będzie wielokrotnie wskazywane – jest trwałą własnością kultury masowej (kultura wyższa przeciwnie skłania się ku złożonym formom abstrakcyjnym, których rozumienie wymaga pewnego obycia kulturowego; zob. np. analizy nowej naówczas sztuki José Ortega y Gasseta w eseju Dehumanizacja sztuki). Demokratyzacja publiczności teatrów, jak i rozpowszechnienie czytelnictwa literatury nieuchronnie wprowadziło logikę komercji i handlu do twórczości artystycznej, a to skutkowało obniżeniem poziomu artystycznego. Niski poziom kultury rodził się więc według de Tocqueville z wpływu wywieranego przez odbiorców – nie miało to nic wspólnego z manipulatorstwem jej twórców. De Tocqueville nie przejawiał też pesymizmu – nie uważał więc, by w kulturze społeczeństwa demokratycznego tworzenie wartościowych prac artystycznych czy intelektualnych nie było możliwe. To, co kształtowało wówczas amerykańską kulturę, wiązało się z powszechnością Biblii i gazet. To były też elementy, które zespalały ówczesne społeczeństwo amerykańskie. Aspiracje do luksusu zawsze wyprzedzały możliwości ich spełnienia, przez co – jak uważał de Tocqueville – zaspokajane one były jedynie wartościami pozornymi, a nie prawdziwymi.
Thomas Carlyle (publikacje: Kult Bohaterów 1843 i Past and Present), podobnie jak inni intelektualiści jego czasów, choć z jednej strony postulował przewodnią rolę „arystokratów talentu” i krytykował kapitalistyczną cywilizację przemysłową, w której dominuje „ciemna masa” (z zamiłowaniami do podstępu, przekupstwa, pijaństwa i wulgarności) i tępa siła pieniądza, w której transakcje pieniężne stały się niemal jedynym elementem wiążącym ludzi ze sobą, to z drugiej jednak strony szedł na kompromis i okazywał pewną gotowość do wejścia w układ z zasadami nowo powstałego społeczeństwa. Carlyle opowiadał się za wprowadzeniem powszechnej oświaty, co miało zapobiec ewentualnej rewolucji.
Podobnie John Ruskin proponował ucieczkę od cywilizacji technicznej, która wprowadziła sztuczne podziały na klasę próżniaczą i klasę robotniczą, zwracając się ku średniowiecznym wzorom organizacji cechowych i średniowiecznej sztuki gotyckiej. Jako przykład podawał tu ruch prerafelitów i komunistyczną społeczność cechu św. Jerzego. Podejście takie Karol Marks określił później jako reakcyjny socjalizm feudalny. Ruskin swoją doktrynę estetyczną powiązał z estetyzmem, a gust – z moralnością. Jedyny podział społeczeństwa na klasy powinien przebiegać według niego według podziałów gustów. Wypaczenie gustów estetycznych to nie tylko upadek kultury, ale i upadek moralny. Podobny charakter krytyki, jak u Johna Ruskina, można znaleźć w późniejszych tekstach Friedricha Schillera oraz Lwa Tołstoja. Friedrich Schiller również formułował zarzuty przeciwko manipulatorom, którzy ogłupiają publiczność i korumpują twórców.
Idący taką samą drogą William Morris (Wieści znikąd) stworzył naiwne obrazy harmonii anarchicznego społeczeństwa socjalistycznego. Przedstawił on wizje XX-wiecznej Anglii, w której industrializm zastąpiono pracą rękodzielniczą, wykonywaną przez intelektualnie i artystycznie kompetentnych mieszkańców opisywanej utopijnej krainy. Prawdziwa sztuka zdaniem Morrisa tworzona była „przez wielu dla niewielu”.
Matthew Arnold (jego praca Culture and Anarchy z 1869 roku przedstawia krytykę amerykanizacji) atakował prasę masową za jej demagogię i zastępowanie treści o wartościach intelektualnych i estetycznych przez tematykę związaną z biznesem i polityką. Matthew Arnold, wychowany w umysłowej ekskluzywności Oxfordu, bliski był w swoim spojrzeniu takim krytykom, jak Thomas Carlyle. Z niechęcią odnosił się do mechanicznej cywilizacji przemysłowej i był pełen pogardy dla „motłochu” i mieszczańskich filistrów. Choć swój atak skierował w końcu nie tyle przeciwko masom, ile przeciw manipulatorom tych mas, którzy porzucają istotne wartości kultury, kierując się ku fałszywym wartościom polityki. Prognozował, że wzrost produkcji połączony ze ślepą pogonią za zyskiem doprowadzi do wzrostu liczebności mas, pogrążonych w nędzy ekonomicznej i kulturowej (stąd też brał się jego lęk przed rewolucją). W przeciwieństwie do późniejszych krytyków miał w sobie wiele optymizmu. Uważał, że właściwa droga wiedzie przez upowszechnianie tego, co w kulturze intelektualnej jest najlepsze. Podejście takie kontrastuje ze stanowiskiem późniejszych krytyków, jakich jak Ernest Renan, Friedrich Nietzsche czy Oswald Spengler, którzy szeroki zakres oddziaływania kultury zawsze wiązali ze sprowadzeniem kultury do wspólnego mianownika i przez to sprowadzeniem jej do przeciętności i bylejakości.
Ernest Renan – stworzył skrajnie intelektualistyczną utopię, nie sądził, by niewielka dawka wiedzy wynikła z wprowadzenia powszechnej oświaty zapobiegła wszystkim negatywnym (zarówno kulturowym, jak i politycznym) skutkom demokratyzacji. Wydarzenia związane z komuną wywołały w nim lęk i oburzenie. Był zdania, że zwycięstwo mas doprowadzi do wyeliminowania ze sztuki i nauk wszystkiego co najcenniejsze. Pół wieku przed Aldousem Huxleyem stworzył satyryczną utopię demokracji przemysłowej. Świat niewyszukanej zabawy, użycia i zaspokojenia, czyli konsumpcji jak byśmy dziś powiedzieli, oznaczał dla niego pustkę intelektualną. Osiągnięcie dobrobytu przez szersze masy, jak uważał, doprowadzi do jego demoralizacji i zachłyśnięcia się „tanimi przyjemnościami” co zagrozi wartościom kultury wyższej. Intelektualny elitaryzm i wynikająca stąd pogarda do mas doprowadziła go do podziału kultury na dwa obszary: pierwszy obszar miał być obszarem kultury elit naukowych i artystycznych; drugi obszarem kultury masowej, „zagospodarowanym” przez szkołę elementarna nadzorowaną przez kler.
Kolejny, bardzo wpływowy krytyk, o skrajnie indywidualistycznym i elitarystycznym spojrzeniu na kulturę to Friedrich Nietzsche. W teoriach Nietzschego zarówno sama masa, jak i kultura masowa jest jedną z głównych koncepcji. Masy te traktuje z głęboką wręcz utopijną pogardą, ujmując je w takich terminach jak trzoda czy bydło. Potępia też burżuazję i system kapitalistycznego wyzysku, bo jak uważa brak w tym odpowiedniego dostojeństwa i stylu, a idąc dalej tym tokiem rozumowania potrafi nawet okazać zrozumienie socjalistom, którzy przeciwstawiają się systemowi kapitalistycznemu. Człowiek zamknięty w pragmatycznym, kapitalistycznym systemie jednostajnej, rutynowej, bezmyślnej pracy produkcyjnej, bez wglądu na to, jaką pełni w tym systemie rolę, upodabnia się do zwykłej maszyny. Rozwój rynku i handlu, a wraz z tym przeniknięcie zasad komercji do kultury doprowadziło do powstania niskiej komercyjnej kultury, którą nazywał pogardliwie „kramarską”. Artyści dążąc do produktywności, sami doprowadzają do swojej degradacji. Friedrich Nietzsche krytykuje kulturę współczesnego mu społeczeństwa właśnie dlatego, że jest masowa, mechaniczna i skomercjalizowana, służy rozrywce i zaspokojeniu. Takiej kulturze przeciwstawia kulturę wyższą, przez którą rozumie wytwory warstwy społecznej, która nie musi parać się pracą produkcyjną i tworzy, korzystając ze swobody czasu wolnego. Jednak zwiększający się dostęp klas średnich do czasu wolnego Nietzsche uznawał za zagrożenie dla kultury wyższej, gdyż prawdziwa kultura wyższa powstaje tylko w warunkach patosu dystansu społecznego. Prawdziwą kulturę wyższą wiązał z ideą wzniosłego cierpienia, podczas gdy niska kultura była tym rodzajem kultury, która służyła masom do zabawy, przynosiła im zadowolenie, szczęście lub doskonałość materialną. Zagrożenie widział też w upowszechnianiu oświaty i kultury, bo upowszechnienie życia kulturalnego i dóbr kultury nieodłącznie wiązało się dla niego z ich dewaluacją.
Oswald Spengler przedstawił historiozoficzną teorię rozwoju kultury postulując istnienie pewnych kulturowych całości, które powstają, rozwijają się, aż w końcu zanikają w ostatnim stadium takiego cyklu. Cywilizację rozumiał w sposób specyficzny – właśnie ostatnie jako stadium powyższych przemian kultury, czyli stadium upadku. Punkt rozgraniczenia wynika tu z przeciwstawienia wsi miastu, a więc ostatnie stadium związane było z wejściem w fazę urbanizacji (niekoniecznie industrializacji). Spengler ponadto przyjął, że istnieje kulturalna homologia pomiędzy wszystkimi takimi kulturowymi całościami. Innymi słowy, uważał, że wszystkie cywilizacje, jakie wyróżnił (między innymi Chiny, Egipt, hinduski buddyzm, dawny Rzym, socjalistyczny Zachód przełomu XIX i XX wieku) przechodzą przez analogiczny cykl kulturowy. Taka wizja cykliczności kontrastowała z popularnymi wówczas teoriami ewolucjonizmu kulturowego (zob. też Lewis Morgan). Krytyka Spenglera zwraca się ku mieszkańcom miast, którzy tworzą jego zdaniem pasożytniczą, amorficzną i fluktuującą masę – czyli jak to sam ujmował: motłoch. Miasto centralizuje i standaryzuje życie swych mieszkańców. Anonimowi manipulanci, działający faktycznie w imię pieniądza, stojący za opiniami podawanymi w gazetach tworzą iluzję samookreślenia takich mas. Zwracają się wszak nie do „najlepszych”, lecz do ogółu i miarą ich sukcesu są ilościowe, a nie jakościowe efekty – uprawiają więc jak to określił intelektualną prostytucję. Uprzemysłowienie, jak zauważał, prowadzi do odczłowieczenia. Maszyny wpędzają w swoją niewolę ludzi, którzy je stworzyli. Spengler był faktycznie kontynuatorem myśli Renana i Nietzschego. Przepojony katastroficznym pesymizmem wskazywał na upadek dotychczasowych wartości i prorokował mający nadejść niebawem upadek cywilizacji Zachodu. Jego publikacje odbiły się nie mniejszym echem niż publikacje wcześniej wspomnianych krytyków. Późniejsza krytyka przejęła w zasadzie takie wizje Spenglera z całym ich „inwentarzem” jednak myśl Spenglera jest na swój sposób różna, gdyż Spengler zwracając się przeciwko cywilizacyjnej produkcji symboli podkreślał również jej nadmierny intelektualizm gloryfikując zamiast tego prowincjonalne życie związane z tradycyjną, metafizyczną kulturą (szczególnie kulturą dawnych czasów).
Wpływy utopijnego myślenia dostrzec można także w krytyce społeczeństwa masowego Ferdinanda Tönniesa.

#### Wiek XX
Wśród wybitniejszych krytyków, którzy wypowiadali się o kulturze masowej, znajdują się tacy autorzy jak: Lewis Mumford, Emil Lederer, Edgar Morin, Joffre Dumazedier, Gustave Le Bon, Queenie Dorothy Leavis, F. R. Leavis (krytyka amerykanizacji), Jose Ortega y Gasset (Bunt mas), Dwight Macdonald (Teoria kultury masowej), Georges Duhamel, Ernest van Haag (Szczęścia i nieszczęścia nie umiemy mierzyć), Edward Shils, Clement Greenberg (Awangarda i kicz), Harold Rosenberg, David Riesman (Samotny tłum), Allan Bloom (Umysł zamknięty), Paul Johnson.
Wśród krytyków polskich, którzy zaprezentowali krytykę z pozycji elitarystycznej, można wymienić takich autorów jak: Jerzy Szaniawski (Fortepian), Stanisław Ignacy Witkiewicz (O upadku uczuć metafizycznych) Czesław Miłosz (Kultura masowa), Marcin Czerwiński (Pytając o cywilizacje), Teresa Bogucka (Triumfujące profanum), Bartłomiej Dobroczyński (III Rzesza popkultury i inne stany).
Za progiem umasowienia, po I wojnie światowej krytyka kultury masowej biegnie podobnym torem, choć znacznie się różnicuje.
Ciekawie wobec rosnącego umasowienia i utowarowienia kultury postąpił Stanisław Ignacy Witkiewicz. Mimo że jego prace artystyczne cieszyły się uznaniem, przyjął, że je twórczość to już nie sztuka tylko rzemiosło, które podlega takim samym regułom rynku jak każda inna zwykła działalność gospodarcza. Założył Firmę Portretową, której działalność polegała na tworzeniu obrazów na zamówienie dla każdego, kto tylko uiścił odpowiednią kwotę (najczęściej były to portrety
zlecane przez jego znajomych). Postępowanie takie miało być symbolem końca prawdziwej sztuki, która już nie jest w stanie wyrażać czystej formy, pierwotnego składnika odwołującego się bezpośrednio do wrażliwości odbiorcy i jego „uczuć metafizycznych” (O upadku uczuć metafizycznych).
Duży rozgłos zyskały publikacje hiszpańskiego filozofa Ortegy y Gasseta. Elitarystyczne stanowisko Ortegi, notabene przyjęte zapewne w dużej mierze z uwagi na jego szlacheckie pochodzenie, przypomina krańcowo antydemokratyczne podejście Nietzschego i absolutny katastrofizm Spenglera. W bardziej psychologistycznej aniżeli socjologistycznej filozofii Ortegi widoczne są też wpływy dyletanckiego psychologizmu Gustave Le Bona (który w początkach wieku oddziaływał też na socjologię m.in. przez Roberta Parka, lecz w latach 30. XX wieku był już przez akademików traktowany ze znaczną rezerwą). W porównaniu do stosunkowo ścisłych i konkretnych analiz kultury masowej, jakie w tym czasie stworzyli socjolodzy w Ameryce (Emil Lederem), a także nieco wcześniej we Francji (Edgar Morin, Joffre Dumazedier) ujęcie Ortegi stanowi próbę znacznie szerszego ujęcia teoretycznego, w którym brak jednak odpowiedniego rygoru metodologicznego. Zasadnicza praca Ortegi odnosząca się do kultury masowej drukowana była od 1929 roku w formie artykułów i ostatecznie w 1930 roku wydana została jako praca zwarta pod tytułem Bunt mas (La rebelión de las masas). Zgodnie z teorią Ortegi szybki przyrost demograficzny nie szedł w parze z adopcją wyższych form kultury, co doprowadziło do powstania nowego typu ludzkiego, którego charakteryzuje prostota i swoiste barbarzyństwo. Taki typ odznacza się nihilizmem moralnym, skłonnościami do hedonizmu i konsumpcji, praktycznym podejściem, z którego wyrugowano wszelkie teoretyczne rozważania potrzebne nauce do rozwoju (taki „dziki” typ, choć zamiłowaniem obdarza przykładowo samochód, to nie ma jednak zrozumienia dla skomplikowanych zasad, które potrzebne są do jego zaprojektowania i wytworzenia). Do tego typu Ortega zaliczył ludzi ze wszystkich warstw społecznych i różnych grup zawodowych, również wszelkich intelektualistów pozbawionych prawdziwie humanistycznej kultury – wszystkich tych, którzy nie starają się bezinteresownie zgłębiać zawiłości cywilizacji (w tym techników, lekarzy, nauczycieli i uczonych). Filozofia Ortegi wpisuje się więc w tradycyjną europejską tendencję do przeciwstawiania sobie niższej sfery zaspokajania praktycznych potrzeb ze sferą wyższej kultury duchowej.
Dwight Macdonald był prawdopodobnie pierwszym krytykiem, który posłużył się samym określeniem kultury popularnej (publikacja A theory of Popular Culture 1944). Dwight Macdonald prezentował w swojej krytyce dość skrajny intelektualny arystokratyzm uznając (zresztą konsekwentnie przez wiele lat), że masy podobnie jak tłum nie są zdolne do prawdziwej twórczości. Podejście takie odnosił nie tylko do kultury zachodnich krajów kapitalistycznych, ale też i do powstałych krajów socjalistycznych, w których kultura masowa jest być może inaczej organizowana, ale prowadzi jego zdaniem do podobnych wypaczeń prawdziwych wartości. W myśl tej filozofii w kulturze obowiązuje więc pewnego rodzaju prawo Kopernika-Greshama – mniej wartościowa kultura, ponieważ jest prostsza w odbiorze, wypiera kulturę bardziej wartościową, wysepki poważnej kultury i prawdziwie artystycznych dokonań giną w przypływie masowego kiczu i tandety. Kolejna cecha takiej masowej kultury to jej homogenizacja, przez co Macdonald rozumiał przemieszanie różnych elementów i następnie podanie ich w „łatwostrawnej”, jednolitej, jednostajnej postaci. Szczególne znaczenie dla wykluwania się takiej kultury zdaniem Macdonalda miała Ameryka (publikacja Against the American Grain 1962). Przykładem kultury masowej i ambitnej było zestawienie Hollywoodu z Broadwayem – podczas gdy Hollywood stał się komercyjnym źródłem popularnych przyjemności dla mas to Broadway był artystycznym ośrodkiem intelektualnych bodźców dla elit miejskich. Dwight Macdonald podchodził przy tym z obojętnością do kulturalnego zwyrodnienia mas, jakie dostrzegał, nie proponując żadnych alternatyw, pomysłów na naprawę takiego stanu. Uważał, że awangarda artystyczna, funkcjonująca poza obszarem działania sił rynkowych, stanowiła pewną opozycję wobec kultury masowej. Wątpił jednak, by wąska społeczność kultury niemasowej w ogóle mogła przetrwać – jest to więc wizja ze wszech miar pesymistyczna, w której kultura popularna stanowi zagrożenie dla przejawów ludzkiej kultury w ogólności, nieuchronnie prowadzi do obniżenia jej poziomu – degradacji i deprecjacji.
Drugi z wymienionych na wstępie skrajnych biegunów to stanowisko podobne w swoich celach do powyżej omówionego, również polega na deprecjacji kultury popularnej i przyjęciu postawy moralizatorskiej, ograniczonej poznawczo, jednak stanowisko to przyjmuje inną opcję ideową. Kultura popularna w takim podejściu odzwierciedla relację kontroli i panowania, jest skomercjalizowana, wytwarzana przez przemysł kulturowy, dla zysków, służy sprawowaniu władzy nad masami przez klasę dominującą w systemie produkcji i konsumpcji. Najbardziej reprezentatywne dla takiego ujęcia są prace filozofów z kręgu szkoły frankfurckiej. W ujęciu tej szkoły pojawienie się przemysłu kulturowego przeniosło zasady produkcji ekonomicznej w dziedzinę kultury doprowadzając w ten sposób do utowarowienia kultury, jej komodyfikacji. Wartość dzieła sztuki w takim kontekście określa się przez jego zdolność do generowania zysków. W efekcie kultura popularna staje się wytworem pozbawionym potencji do emancypacji i krytyki. To znów oznacza zastąpienie rzeczywistych potrzeb ich sztucznymi substytutami a świadomości klasowej świadomością fałszywą. W ten sposób przemysł kulturowy odpowiedzialny jest za wytwarzanie zniewolonych, biernych, ogłupionych, bezkrytycznych mas niezdolnych do jakichkolwiek działań, które mogłyby ten stan rzeczy zmienić. Teoretycy Szkoły frankfurckiej (Erich Fromm, Henri Lefebvre, Theodor Adorno, Max Horkheimer, Herbert Marcuse – szczególnie publikacja Człowiek jednowymiarowy 1964, Leo Löwenthal) czerpali między innymi z wcześniejszych prac: Karola Marksa i przedstawicieli marksizmu zachodniego (Karl Mannheim – praca Ideologia i utopia czy Antonio Gramsci – pojęcie hegemonii kulturowej). Jednak podejście marksistowskie w swej zasadniczej wersji, jak i jej późniejsze odmiany (np. Louis Althusser – strukturalistyczna interpretacja marksizmu) pozostały żywe znacznie dłużej niż analizy szkoły frankfurckiej, stając się też podstawą w późniejszych pracach Brytyjskiej Szkoły Kulturoznawczej (o której mowa w kolejnym punkcie).
Do oryginalnych krytyków zalicza się wczesny współpracownik szkoły frankfurckiej Walter Benjamin, który nie podzielał jednoznacznie pesymizmu prezentowanego przez myślicieli tej szkoły. Z drugiej strony czołowi przedstawiciele instytutu z Frankfurtu odnosili się z rezerwą do jego analiz, zarzucając mu redukcjonistyczny materializm. Walter Benjamin na nowo „odkryty” został dopiero po latach – choć dostrzega się słabe strony i uproszczenia w jego podejściu, to ceni się go za inspirujący charakter jego prac.
Podejście Benjamina do kultury masowej cechował pewien optymizm jednak dość niejednoznaczny. W swym eseju Dzieło sztuki w dobie reprodukcji technicznej napisanym w 1936 roku analizował status dzieła sztuki w kontekście masowej produkcji i konsumpcji oraz rozwoju nowych technologii, wskazując na to, że dzieło takie straciło swoją dawną swoistą autentyczność i aurę wyjątkowości, niezwykłości, jaką posiadało, gdy wcześniej znajdywało się w centrum praktyk religijnych. Benjamin zwraca uwagę, że w kulturze masowej doszło do oderwania się dzieła sztuki od tradycji (dawniej sztuka związana była z rytuałem religijnym, kościołem czy kaplicą, dworem arystokratycznego protektora) i wytrącenia go z umiejscowienia w konkretnym, fizycznym punkcie czasoprzestrzeni. Na przykład aktor w teatrze odgrywa swoją rolę danego wieczoru, w danym miejscu – w przypadku filmu już tak nie jest. Choć w takiej zależności tradycja poniekąd „pasożytowała” na dziele sztuki to w pewnym sensie właśnie dzięki takiemu umiejscowieniu dzieło nabierało swoistego szacunku, zyskiwało nienamacalną aurę. Aurę tę dzieło sztuki zachowywało nawet po wyjęciu z kontekstu praktyk, w których było pierwotnie osadzone.
Mechaniczna reprodukcja sztuki zmieniła relacje mas do sztuki. nadając jej charakter demokratyzujący i partycypujący. Reprodukcja techniczna w takim ujęciu ma wartość emancypującą, gdyż daje dostęp do sztuki dla wszystkich ludzi. Spojrzenie takie rozmija się więc z wizją autorytarności i represji, jakie na masowym odbiorcy wywiera kultura popularna.
Ciemną stroną kultury masowej dla Benjamina było jednak utowarowienie sztuki. Wobec wyłonienia się dominacji rynku jako mechanizmu regulacji życia społecznego, a następnie upowszechnienia masowych technik produkcji (i reprodukcji) sprowadzenie dzieła sztuki do formy towaru stało się nieuniknione. Oznacza to upadek dzieła i zatracenie istoty jego kreatywności. Jak zauważa Walter Benjamin (Park Centralny), ponieważ odbiorcy nie są już wąską grupą, lecz przybrali formę tłumu (masy) to dzieło sztuki, niezależnie od swej rangi, aby w ogóle móc zaistnieć wymaga jak każdy inny towar odpowiedniej promocji. Przy tym proces utowarowienia sztuki był zwrotny w tym sensie, że zwykłe (utylitarne) przedmioty wkroczyły w rejony estetycznych kontemplacji zarezerwowane dotychczas dla sztuki. Innymi słowy, towar przeobraził się w sztukę. Metaforą takiego stanu rzeczy była dla Waltera Benjamina prostytutka, która towar uczłowiecza i przy tym wystawia w rejon publicznej kontemplacji. Jak widział to Benjamin (Paryż – stolica dziewiętnastego wieku) w takich okolicznościach jednostki ludzkie padają ofiarą kultu towaru, a pogoń za modą prowadzi w istocie do odczłowieczenia. Ujmując to we współczesne ramy, można by powiedzieć, że dla mas domy towarowe pełnią tę samą rolę, jaką dla elit stanowiły od dawna galerie czy muzea. Na półkach sklepowych towary – dzieła kultury konsumpcyjnej eksponuje się niczym dzieła w muzealnych gablotach. Niektóre z tych „eksponatów” to swoiste „relikwie” – cząstki ikon kultury popularnej.
Podobne relacje jak pomiędzy sztuką i ekonomią pojawiały się zdaniem Benjamina również pomiędzy sztuką i ruchami politycznymi zorientowanymi na szerokie populacje: uważał on, że o ile faszyzm estetyzował politykę, to komunizm niejako zwrotnie upolityczniał sztukę (egalitarną sztukę rozpatrywał więc jako narzędzie praktyk politycznych czego przykładem były możliwości wykorzystania kultu gwiazdorów do wzmacniania reżimów politycznych). Benjamin w materialistyczny sposób wiązał sztukę z podstawami jej tworzenia i dowodził, że z każdym sposobem tworzenia kultury związany jest odpowiedni sposób jej recepcji. Dlatego
demokratyczna sztuka jak uważał powinna opierać się na realizmie.
Podobne analizy połączone z deprecjacją i ostrzeżeniami przed kulturą masową można również znaleźć wśród późniejszych lewicujących badaczy. Aldous Huxley w opublikowanej w latach 30. XX wieku utopii Nowy wspaniały świat przedstawił krytykę mechanistycznej cywilizacji opartej na nauce i kultury masowej. Zarówno George Orwell, jak i Richard Hoggart stanęli w obronie tradycyjnej kultury robotniczej, która podobnie jak kultura ludowa nie wiązała się z masową produkcją i reprodukcją. Richard Hoggart, który sam pochodził z klasy pracującej i pamiętał jeszcze kulturę lat międzywojennych sprzed czasów fordyzmu i sprzed okresu wzrostu zarobków i komercjalizacji z lat 50. XX wieku podobnie jak George Orwell pragnął zachowania tradycyjnych struktur życia klasy robotniczej.
W publikacji Spojrzenie na kulturę robotniczą w Anglii (The Uses of Literacy 1957) przedstawił nostalgiczną, pełną idealizacji i lamentu interpretację zanikającej wspólnotowej, „autentycznej” (podobnie „autentycznej” jak wiejska kultura ludowa) kultury robotniczej, wypieranej przez kulturę masową. To właśnie kultura masowa sprawiała jego zdaniem, że społeczność klasy robotniczej odchodziła od swych robotniczych korzeni, traciła swą tożsamość i przekształcała się w coś, co nazywał połyskliwym barbarzyństwem. W swojej pracy Richard Hoggart skupił się na wpływie, jaki na młode pokolenie klasy robotniczej wywierają filmy hollywoodzkie, tandetne powieści kryminalne i muzyka szaf grających w mlecznych koktajlbarach.
Oryginalne spojrzenie na kulturę utrzymane w tym nurcie przedstawili też Charles Wright Mills i George Seldes. Charles Wright Mills (Elita władzy 1961) potępił elity „bogactwa i władzy”, które jego zdaniem za pomocą mass mediów manipulują społeczeństwem tak, że zmienia się ono w bierne, bezwolne masy. Jego zdaniem kultura popularna rozpowszechnia pewne mechanizmy władzy, które przenikają do „wnętrza” społeczeństwa i sprawiają, że jednostki jedynie odbierają komunikaty, stając się przy tym niezdolne są do jakichkolwiek form oporu czy sprzeciwu wobec treści, jakie są im przekazywane.
Echa takiego podejścia widoczne są też w podejściu postmodernizmu. Teoretycy postmodernizmu zdają się powtarzać obawy, jakie wcześniej artykułowała frankfurcka szkoła krytyczna. Spojrzenie postmodernistów na kulturę popularną jest jednak swoiste. Po pierwsze nadają oni szczególne znaczenie mass mediom (zob. też medioznawstwo). Mass media w teoriach postmodernistów już nawet nie stanowią krzywego zwierciadła społeczeństwa – one same z siebie definiują i konstruują społeczeństwo i panujące w nim stosunki. Postmoderniści wskazują dalej, że dominacja mass mediów, szybkość i zasięg współczesnej komunikacji doprowadziła do zaburzenia tradycyjnego poczucia czasu i przestrzeni a konsumpcja zajęła współcześnie miejsce, jakie marksiści przypisywali wcześniej produkcji. To właśnie do konsumpcji sprowadza się dziś kultura popularna. Konsumpcja natomiast w świecie zdominowanym przez media to zasadniczo konsumpcja powierzchownych znaków i obrazów, a nie faktycznej użyteczności czy głębszych wartości, jakie mogłyby się wiązać z takimi znakami (zob. też konsumpcjonizm). Ponieważ upadły wszystkie metanarracje wszystko jest względne, relatywne i dlatego też nie ma niepodważalnych kryteriów, które pozwalałyby na oddzielenie sztuki od kultury popularnej (szczególnie duży wkład w wypracowanie takiego postmodernistycznego obrazu świata miał Jean Baudrillard). Spory rozgłos zyskał też polski socjolog Zygmunt Bauman, który od lat publikuje prace filozoficzne utrzymane w nurcie postmodernizmu, komentując też przy okazji współczesne przejawy kultury popularnej (zob. np. książkę Bauman o popkulturze).

#### Sceptyczne podejście do krytyk kultury popularnej
Krytyka kultury popularnej, niezależnie od przyjętego podejścia napotyka jednak szereg trudności. Sceptycy wobec podejść krytycznych wskazują między innymi, że o wartości danego przedmiotu kultury decydują nie tyle jego przymioty, ile sposób, w jaki jest on postrzegany, odbierany i od tego, jakie znaczenia przypisuje mu się w praktyce społecznej i tak niektóre dzieła pierwotnie uznawane za popularne i niskie mogą z czasem wejść do kanonu kultury wysokiej – przykładem mogą tu być dramaty Szekspira, powieści Balzaka, filmy z Charlie Chaplinem czy muzyka jazzowa. Z drugiej strony nic nie powstrzymuje choćby przed sprowadzeniem przedmiotów kultury uznanych za arcydzieła do wymiaru wyłącznie dekoracyjnego. Przykładowo dzieła Michała Anioła, czy ich kopie, można potraktować jedynie jako przedmiot skojarzeń pornograficznych. Także uzyskanie przez niektóre wytwory kultury olbrzymiej popularności nie wiąże się z ich deprecjacją (przykładowo obraz Mony Lisy autorstwa Leonardo da Vinci bywa uznawany za najbardziej znany obraz na świecie co nie niweczy jego znaczenia jako arcydzieła sztuki). Zdaniem apologetów kultury popularnej rozróżnienie na kulturę wysoką i niską współcześnie traci na znaczeniu, w wyniku ruchu awangardowego, rewolucji postmodernistycznej i rozwoju kierunku pop-art i klasyfikacje dzieł na podstawie ich samodzielnych właściwości są rzadko stosowane, a istotniejsze stają się relacje pomiędzy dziełem a czytelnikiem, sposoby odczytania danego przekazu. Natomiast elity, nawet jeśli unikają styczności z kulturą popularną albo się jej wstydzą to i tak jednak egzystują w świecie skonstruowanym przez powszechnie występującą kulturę – kultura popularna jest więc faktycznie nie tylko kulturą mas co i kulturą elit.
Amerykański socjolog Herbert Julius Gans (Popular Culture and High Culture 1974), którego zalicza się do zwolenników pluralizmu kulturowego, w swoim ujęciu zachował rozgraniczenie kultury popularnej i kultury wyższej (a przy tym podział, w którym obok zwykłych ludzi wyróżnia się jednostki wybitne, ponadprzeciętne). W swojej pracy stoi on jednak na stanowisku, że krytyka kultury masowej jest nietrafna, stronnicza i ma podłoże ideologiczne. Uważa, że nie ma dowodów, jakoby miała ona jakiś negatywny wpływ na twórców, odbiorców czy w ogólności na społeczeństwo nawet wówczas, gdy poddana jest regułom komercji. Zdaniem Herberta Juliusa Gansa wszystkie kulturowe zjawiska współistnieją ze sobą bezkonfliktowo, w pewnym sensie uzupełniając się wzajemnie.
Angielski socjolog Alan Swingewood w pracy Mit kultury masowej (The Myth of Mass Culture 1977) przedstawił syntezę trzech stanowisk: krytyki konserwatywnej, krytyki szkoły frankfurckiej i podejścia pluralizmu kulturowego uznając, że wszystkie te ugrupowania teoretyków uwikłały się faktycznie w pewien mit polityczny. Innymi słowy, kultura masowa zdaniem Alana Swingewooda jest nie tyle kategorią opisową ile raczej jeszcze jednym narzędziem do umacniania uwarstwienia kultury w kontekście klasowości społeczeństwa (zob. podejście socjologii kultury poniżej).

### Podejście socjologii kultury
Podejście socjologii kultury różni się od wyżej wymienionych nurtów tym, że o ile badacze kultury (kulturoznawcy, antropolodzy kulturowi) badają ją jako byt samoistny, to socjolodzy zainteresowani są bardziej ludźmi i społeczeństwem, w którym ta kultura się przejawia. W centrum uwagi jest więc społeczeństwo i ludzie, a nie same wytwory czy przejawy kultury.
Przykładem analiz socjologii kultury może być uznana praca francuskiego socjologa Pierre’a Bourdieu: Dystynkcja. Społeczna krytyka władzy sądzenia (1979). Podobnie jak inne jego prace mieści się ona w nurcie neomarksizmu. Kultura jest tu ukazana jako sposób na wyznaczanie dystynkcji, czyli wyznaczanie granic pomiędzy grupami społecznymi. W myśl przedstawionej w tej pracy teorii uprzywilejowane warstwy społeczeństwa posiadają środki nie tylko na pomnażanie posiadanego kapitału ekonomicznego, ale też i międzypokoleniową reprodukcję posiadanego kapitału kulturowego. W ten sposób jednostki z warstw wyższych niejako w sposób nieświadomy przejmują i internalizują wartości i wzorce danej klasy, które odróżniają je jednocześnie od innych klas – innymi słowy mają inny gust. Osoby z klas uprzywilejowanych będą więc znajdowały upodobanie w wytworach kultury wysokiej a osoby z klas niższych zadowolą wytwory kultury niskiej (masowej, popularnej). Występuje tu przy tym pewna dynamika. Klasy z warstw uprzywilejowanych niejako mimowolnie narzucają klasom podporządkowanym sądy dobrego gustu, czyniąc to tak skutecznie, że podporządkowanym wydaje się, że sądy te są czymś zgoła oczywistym i niepodważalnym, choć faktycznie są one arbitralne i wytworzone społecznie. W efekcie nie tylko osoby o snobistycznym podejściu starają się naśladować lub imitować upodobania klas dominujących co prowadzi do poszukiwania przez klasy wyższe nowych form symbolicznych, które wyróżniają je, określają na nowo ich tożsamość. Przykładem może tu być współczesne zamiłowanie osób z warstw o niższym statusie socjoekonomicznym do różnych towarów bogato zdobionych (np. torebki ze „złoceniami”, biżuteria), na które dawniej osób z klas niższych nie było stać, podczas gdy współcześnie uchodzą one już w warstwach wyższych za „krzykliwe” lub „obciachowe”. Innym przykładem może być tak zwany tuning wiejski, czyli stosowanie bogatych dodatków i elementów zdobniczych na tanich samochodach popularnych marek, by w ten sposób podnieść prestiż wozu i upodobnić je do samochodów drogich marek uchodzących za gustowne w warstwach osób o wyższym statusie społeczno-ekonomicznym. Jeszcze innym przykładem mogą być, białe kozaczki, których użytkowniczki zwykle nie są świadome tego, że w warstwach ludzi wykształconych uchodzą one z reguły za „nieprzyzwoite”. Można sobie wyobrazić, że niższe warstwy społeczne całkowicie wyemancypowałyby się ze swojej kultury, przejmując wzory warstw wyższych to jednak doprowadziło by jedynie do porzucenia przez klasę wyższą dotychczasowych gustów i stworzenia nowych wzorców dystynkcji. W praktyce nigdy to jednak nie nastąpi, gdyż osoby z klas niższych nie są poddawane procesom socjalizacji, jakie są udziałem osób z warstw wyższych, przez co nie nabierają kompetencji niezbędnych do konsumpcji wytworów kultury warstw wyższych i dlatego nie znajdują w nich upodobania. Niektóre spostrzeżenia Bourdieu zbliżone są więc do tego, co wcześniej już zauważył Ortega pisząc o tym, że niektórzy ludzie są jakby wyposażeni w organy, których nie posiadają inni.
W myśl teorii Pierre’a Bourdieu reprezentantów klasy dominującej można by się spodziewać wśród audytoriów sal koncertowych muzyki poważnej, teatrów, oper, wśród odwiedzających galerie sztuki czy wśród klientów restauracji oferujących dania ekskluzywnych kuchni. Reprezentanci klas niższych stają się natomiast odbiorcami niewyszukanych rozrywek oferowanych przez telewizję, „mało ambitne” kino, prasę i literaturę brukową. Zainteresują ich różne formy kultury nieprawomocnej, można więc ich oczekiwać na przykład na koncertach muzyki masowej, popularnej (na przykład rockowej, hip-hopowej). Oni też stanowią zasadniczo klientele restauracji zwanych żartobliwie „zachodnimi placówkami żywienia zbiorowego”, których menu ograniczone do fast-foodu w pełni zaspokaja ich gusta.
Przykładem trudności z dotarciem z kulturą elitarną do nieprzygotowanego odbiorcy mogą być starania władz PRL-u, by szerszą publiczność telewizji państwowej zainteresować, a nawet w pewnym sensie przymusić do kultury wysokiej. Zabiegi te nie dały w zasadzie żadnych efektów natomiast zwrot ustrojowy w końcu lat 80. XX wieku uwolnił w końcu w Polsce popyt na wszelkie formy kultury niskiej przynosząc ich niespotykany wcześniej wzrost.
W kontekście teorii Pierre’a Bourdieu wytworom kultury niższej (masowej, popularnej) nie można jednak przypisać obiektywnych, estetycznych wyznaczników ich niższości. Uznawane są one za wytwory kultury niższej głównie dlatego, że nie są one „gustowne” wśród elit, dominujących klas społecznych. Podejście takie jest w pewnym sensie zbieżne z innymi współczesnymi poznawczymi nurtami, o których wspomniano powyżej (strukturalizm z semiologią, feminizm, kulturoznawcza szkoła brytyjska), które unikają oceniania czy jednoznacznego klasyfikowania jakichkolwiek wytworów kultury, a więc powstrzymują się przed „obiektywnym” podziałem kultury na wyższą i niższą.

### Podejście antropologii kulturowej i dziedzin pokrewnych (religioznawstwo, mitoznawstwo)
Antropologia kulturowa to dyscyplina akademicka, której tradycja wyrosła z „pochylenia się” nad tymi obszarami dociekań, które uchodziły kiedyś za niezbyt godne uwagi, inaczej to ujmując: były obszarami „niechcianymi”, dotyczyły przejawów kultury znajdującej się na peryferiach, postrzeganej jako prymitywna. W Europie kontynentalnej byli to „dzicy” rodzimi – lud wiejski, ze swą kulturą odbiegającą od kultury elit i innych mieszkańców miast. Na wyspach brytyjskich warstwa chłopska i jej kultura co prawda zanikła już w tym czasie (między innymi z uwagi na postępującą tam szybko rewolucję przemysłową) to jednak w zamorskich koloniach brytyjskich było mnóstwo „dzikich” obcych. Ta tradycja myśli, która od początku borykała się z kategorią przeciwstawienia „swój-obcy” dziś wskazuje, że przeciwstawianie sobie kultury elitarnej i masowej (lub wysokiej i niskiej) ma w zasadzie analogiczny charakter. Z perspektywy katedr uniwersyteckich „obcymi” byli na przykład robotnicy, młodzież, mniejszości etniczne czy seksualne. „Obca”, dziwna, niezwykła, niezrozumiała, czasem nawet śmieszna lub przerażająca była więc i kultura masowa, która szybko znalazła swoje miejsce pośród niższych warstw społecznych, nie widywało się jej natomiast w galeriach, salonach literackich czy salach koncertowych, w których bywały elity społeczeństwa. Nauki humanistyczne czy społeczne nie uznawały więc badań kultury masowej, popularnej za poważne zajęcie, tworząc teorie głównie na temat kultury wyższej. Przypomina to dawne poglądy, pojawiające się tu i ówdzie do dziś, zgodnie z którymi kulturom nieeuropejskim czy wiejskim przypisuje się niemal wyłącznie prostotę, prymitywizm lub stawia się je za przedmiot żartów. Antropolodzy kulturowi odnaleźli więc tu swoją nową rolę, stając się swego rodzaju tłumaczami kategorii – z tego, co jest obce i znajduje się „tam” – czyli w kulturze masowej – na to, co jest swojskie i może być wyrażone językiem akademickim – zrozumiałe „tutaj”. Antropolodzy kulturowi zwrócili się ku kulturze popularnej z powodzeniem stosując podejścia, jakie kiedyś stosowano w badaniach nad kulturą obcą i kulturą ludową. Nurt ten poszukuje się w kulturze masowej na przykład struktur, treści mitycznych, bohaterów itp. (antropologia współczesności, antropologia reklamy). Analizy takie są neutralne, jeśli chodzi o wartościowanie kultury, co zbieżne jest w dużej mierze z analizami współczesnych studiów kulturowych (ang. cultural studies) – zob. kulturoznawstwo – które jednak wyrosły z innej tradycji poznawczo-filozoficznej.

### Podejście psychologii ewolucyjnej
Jak twierdzi psychologia ewolucyjna, ludzie przychodzą na świat z pewnym bagażem wyposażenia ewolucyjnego, które odzwierciedlone jest w ich psychice. Wyposażenie to pomaga ludziom przetrwać i reprodukować się. Umysł jest więc w pewnej mierze zaprogramowany genetycznie. Wedle psychologów ewolucyjnych podstawy ludzkiej estetyki nie są stanowione przez kody kulturowe, ale ewolucyjnie wykształcone preferencje, zaszyte w głębi ludzkiego umysłu. Minęło około 150 tysięcy lat od czasu kiedy na Ziemi pojawił się gatunek ludzki, a kultura ludzka w świetle badań archeologów rozwija się znacząco od jakichś 10 tysięcy lat. Psychika ludzka jest więc raczej przystosowana do tego, by pokonywać trudności, jakie praprzodkowie ludzcy spotykali na afrykańskiej sawannie, nie ewoluowała na przykład w świecie współczesnych dzieł sztuki. Idąc tą drogą można wyjaśnić skąd bierze się w kulturze masowej wszystko to co można w niej spotykać (np. dziecięce upodobania: do różowych, lakierowanych botek, noszonych przez bohaterki kreskówek, do lalki Barbie, do wielkookiego futerkowego zwierzaczka czy żółtego słoneczka, a także: zielona trawa i błękitne niebo zarówno w scenach gier komputerowych, jak i na kiczowatych obrazach typu „jeleń na rykowisku”; upodobania do potraw słodkich i tłustych; obficie ukazywana przemoc, seks czy wybuchy śmiechu zarówno w programach telewizji, jak i w kinie; celebryci w reklamach itd.). W myśl tych teorii zamiłowanie do tych wszelkich przejawów kultury masowej jest poniekąd wrodzone, instynktowne. Kicz tak często odnajdywany przez krytyków w kulturze masowej jest niejako pewnym „pięknem pierwotnym” np. czym dzieci młodsze, mniej poddane jeszcze procesom socjalizacji i mniej wyeksponowane na wpływy środowiska kulturowego tym bardziej podobają im się kiczowate obrazki. W myśl tej teorii człowiek z natury przystosowany jest do tego wszystkiego, co niesie ze sobą kultura niska, a z drugiej strony nieprzystosowany (w żaden naturalny sposób) do środowiska kulturowego, jaki niesie z sobą wysublimowana kultura wysoka.

### Podejście meliorystyczne
W przeciwieństwie do nurtów poznawczych podejście meliorystyczne nie jest neutralne. W ujęciu tym uznaje się, że kultura popularna to bardzo szeroki zbiór zjawisk i o ile błędne jest jednoznaczne potępienie ich wszystkich to też i ich bezkrytyczna gloryfikacja jest nietrafna. Podczas gdy kultura popularna nie jest wolna od nadużyć i wad to można w niej doszukać się tych fragmentów lepszych, wartościowych – posiada ona też wiele zalet estetycznych i może służyć szlachetnym celom społecznym. Co więcej, kultura popularna (podobnie jak na przykład kultura elitarna w dawnych czasach) ulega ciągłym przemianom, rozwija się dlatego warto doceniać jej potencjał – można ją cały czas doskonalić i czynić lepszą. Stąd też określenie tego nurtu – melioryzm (w języku ang. lub franc. ameliorate znaczy tyle, co polepszyć). Podejście takie ma więc charakter umiarkowany, sytuuje się pomiędzy naiwnym optymizmem i konserwatywnym pesymizmem. W nurt ten wpisują się prace amerykańskiego filozofa Richarda Shustermana, który zwrócił na siebie uwagę między innymi kontrowersyjną, choć dobrze uargumentowaną tezą, że popularna muzyka rapu, mająca swoje korzenie w afroamerykańskiej subkulturze hip-hopu, wyczerpuje wszystkie estetyczne kryteria, jakie nakłada się na sztuką elitarną, spełnia też we wspólnocie czarnoskórych mieszkańców amerykańskiej metropolii podobną rolę jak kultura wysoka. Zapleczem tej pragmatycznej teorii estetyki jest myśl Johna Deweya. W podejściu takim nie oddziela się doświadczenia estetycznego od doświadczeń codzienności, wskazuje się na podobieństwa sztuki wysokiej i sztuki popularnej, znosi się też podział na artystę i odbiorcę dzieła. Richarda Shustermana, choć świadom wszystkich trudności stara się bronić kultury popularnej choćby jedynie dlatego, że nie sposób jej uznać za coś odczłowieczającego – faktycznie dostarcza ona jednak często, nawet intelektualistom, przyjemności i satysfakcji estetycznej.

## Powstanie i rozwój kultury masowej
Niekiedy sugeruje się, że kultura popularna towarzyszyła ludziom od zawsze. W Cesarstwie rzymskim była dostarczycielką „chleba i igrzysk”, podobnie w średniowieczu można jako przykład podać święta głupców, Biblię Pauperum czy widowiska jarmarczne (zob. też cyrk). Być może igrzyska starożytne gromadziły dziesiątki tysięcy widzów a tysięczne rzesze wysłuchiwały nauk znanych kaznodziejów w średniowieczu jednak faktycznie w takim historycznym kontekście można mówić co najwyżej o egalitarnie zorientowanej sztuce czy o zjawiskach kultury nastawionych na „masowego” odbiorcę. Zjawiska te nie miały jednak szansy na szerszą popularyzację czy umasowienie (w dzisiejszym tego słowa rozumieniu) z uwagi na brak środków technicznych, które by na to pozwoliły. Aż do wieku XX jedynym dostępnym i przystępnym kosztowo nośnikiem była książka. Jednak zarówno jej dostępność, jak i przystępność była ograniczona jedynie do stosunkowo wąskiej warstwy ludzi z co najmniej dwóch istotnych przyczyn. Po pierwsze analfabetyzm w dawniejszych czasach był równie powszechny, jak umiejętność czytania i pisania wśród rozwiniętych społeczeństw współczesnych. Lucien Febvre uważał, że kultura europejska aż do odrodzenia była w zasadzie jedynie kulturą słuchu, choć jednak równie ważną rolę odrywały sztuki oddziaływające na zmysł wzroku: widowiska, obrazy – dla pisarzy średniowiecza lektura analfabetów polegała na „odczytywaniu” malarstwa i rzeźb gotyckich katedr. Drugi z ważnych powodów, dla którego książka była nieprzystępna to jej koszt – rzeczywiście nie była ona wystarczająco tania – jeszcze w początkach XIX wieku książka kosztowała tyle, co miesięczne wynagrodzenie robotnika.
Niemniej jednak w dawnych czasach znane były już różne techniki reprodukcji (powielania) dzieł sztuki – trudnili się tym na przykład kopiści i uczniowie wielkich mistrzów. W dawnej Grecji stosowano techniczną reprodukcję dzieł, która polegała na odlewie i tłoczeniu – dzięki temu można było masowo produkować wówczas brązy, terakoty i monety. Nieco później pojawiła się technika drzeworytu, „rewolucyjna” technologia reprodukowania pisma w postaci druku i litografia, która w XIX wieku pozwalała na masowe powielanie grafik. Stosowanie wyżej wymienionych technik nie zagrażało jednak oryginałowi dzieła, w tym sensie, że zawsze można było go jeszcze jakąś metodą ustalić i określić, kiedy powstał. Jak zauważył Walter Benjamin takiej możliwości nie ma już jednak w przypadku technik związanych z fotografią. Jednakże dopiero na początku XX wieku pojawiły się środki techniczne pozwalające na powielanie wytworów kultury na niespotykaną dotąd skalę. Wówczas to też z uwagi na wzrost demograficzny i postępującą urbanizację pojawiły się zbiorowości ludzkie („masy”), które mogły stać się odbiorcami tak powielanych dzieł czy utworów.
Pojawienie się kultury masowej wiąże się nie tylko z powstaniem technicznych możliwości reprodukcji, ale również z przemianami wzorów życia gospodarczego, które doprowadziły do powstania i zdominowania życia społecznego i kulturalnego przez logikę gospodarki rynkowej, która wymusza na artystach konieczność pozyskania szerszej rzeszy odbiorców a co za tym idzie dostosowania się do gustu nieelitarnego odbiorcy. Na takie związki wskazuje Leo Löwenthal (Historical Perspectives of Popular Culture 1957), który krytyczny oddźwięk na przejawy kultury jaka pojawiła się w wyżej wspomnianym kontekście urynkowienia odnalazł już w niektórych pismach Blaise’a Pascala i Michela de Montaigne’a z XVI i XVIII wieku.
Wielu autorów (jak np. Dwight Macdonald) za miejsce powstania kultury popularnej bierze Amerykę. Marek Krajewski, w swej publikacji Kultury popularnej, podobnie jak inni badacze tego przedmiotu, stawia tezę, że kultura popularna narodziła się jednak pierwotnie w Europie. Prekursorski charakter miałaby tu mieć kultura burżuazji z XVIII i XIX wieku, która wyrosła wśród ówczesnego mieszczaństwa (odległa więc była od kultury ludowej). Ówczesna burżuazja (kupcy, fabrykanci) opierała swoją pozycję na kapitale ekonomicznym, a nie na pochodzeniu czy zasługach jak arystokracja – za pomocą kultury starała się wyrazić swoje aspiracje społeczne, naśladowała więc na ile mogła arystokrację (posiadanie czasu wolnego, konsumpcja, podążanie za modą) co z kolei z czasem spowodowało przemiany w kulturze arystokracji, która nie mogąc sprostać wyzwaniom burżuazyjnego kapitału ekonomicznego jako dystynkcję swojej klasy przyjęła raczej właściwy sobie gust czy odpowiedni kapitał kulturowy. Jak jednak Marek Krajewski sam zauważa, kultura burżuazji wówczas nie była jeszcze kulturą popularną – przez arystokrację uznawana za wulgarną została spopularyzowana (umasowiona) ostatecznie dopiero na początku XX wieku na tzw. progu umasowienia. Wśród czynników, które wpłynęły na powstanie kultury masowej w tym okresie, wymienić należy:
- czynniki demograficzne – wzrost demograficzny i koncentracja, czyli powstanie mas, dużych liczebnie skupisk ludzi co następowało nie tylko dzięki znacznemu przyrostowi naturalnemu, ale i w dużej mierze na drodze migracji ludności ze wsi do miast; była to tzw. urbanizacja (początkowo żywiołowa, bezplanowa, z prymitywnymi warunkami mieszkaniowymi), rozumiana też jako powstanie społeczno-ekonomicznej dominacji dużych, zurbanizowanych ośrodków na rozległych obszarach;
- czynniki technologiczne – industrializacja, czyli uprzemysłowienie (tzw. rewolucja przemysłowa) i powiązany z nią rozwój technik reprodukcji, telekomunikacji i transportu (kolej szynowa, statki parowe, samochód, samolot), pojawianie się nowych produktów;
- czynniki ekonomiczne – ekspansja: kapitalistycznego modelu produkcji, zasad „naukowego” zarządzania (tayloryzm, fordyzm), które niedługo potem przyniosły zjawiska znane dziś pod hasłem makdonaldyzacji, i nowych rodzajów dystrybucji (domy towarowe, sklepy labiryntowe, pasaże handlowe, sprzedaż wysyłkowa, kampanie reklamowe); zwiększenie skali produkcji i dystrybucji; ostatecznie też redukcja czasu pracy (początkowo podyktowana względami stricte religijnymi – robotnikom nie można było odmówić prawa do czasu wolnego w niedzielę);
- czynniki polityczne – rozwój idei ludowładztwa i demokracji (ich wyrazicielką była między innymi tzw. rewolucja burżuazyjna, czyli Wielka Rewolucja Francuska) – wraz z rozwojem tych idei szersze rzesze uzyskały nie tylko pełne prawa polityczne, ale i dostęp do oświaty, przez co zmniejszał się poziom analfabetyzmu. Demokratyzacja życia wraz z innymi ruchami myślowymi takimi jak etyka protestancka i romantyzm doprowadziła do wyłonienia się nowej koncepcji jednostki.

Edgar Morin (L’Esprit du temps 1962) kreśli obraz nowej, wewnętrznie zróżnicowanej, warstwy społecznej jaka powstawała w takich warunkach. W jej skład weszła dawna klasa mieszczańska, która przejmując zajęcia umysłowe, przekształciła się w warstwę białych kołnierzyków oraz podnoszący stopę życiową dawny proletariat (pracownicy fizyczni, z których znaczna część przeszła do miast ze wsi, rozstając się na zawsze z warunkami, w których mogła jeszcze istnieć kultura ludowa). Warstwa ta uzyskała dostęp nie tylko do oświaty (umiejętność czytania przyniosła popyt na prasę, magazyny, komiksy, literaturę popularną), ale co istotniejsze do swobody czasu wolnego, którą do tej pory dysponowały głównie warstwy panujące (francuski socjolog Joffre Dumazedier, który także w tym czasie pisał na temat kultury masowej, czas wolny rozumiał jako czas poza obowiązkami związanymi z pracą, kształceniem, rodziną czy polityką, w którym wykonuje się coś dobrowolnie, nie dla zarobków czy innych korzyści gospodarczych, lecz dla przyjemności). Jednocześnie warstwa ta starała się, w ramach swoistej gry o status, przejmować wzory mieszczańskiej kultury burżuazyjnej i tu pojawiło się miejsce, w które mogła wejść kultura masowa, oferując rozrywkę, zabawę, widowiska. Taka kultura skrojona na miarę intelektualnych możliwości odbiorców, w postaci na przykład powieści brukowych była jednak (np. dla wielu ludzi wykorzenionych ze środowiska wiejskiego) także swoistym przewodnikiem wiedzy o świecie, o panujących w nim regułach. Nowe środki komunikacji umożliwiały szybką cyrkulację prasy i książek, doprowadziły też w końcu do powstania masowego ruchu turystycznego – jednego z najważniejszych nowoczesnych fenomenów kulturowych.
Istotnym warunkiem powstania kultury masowej był rozwój środków masowego przekazu, umożliwiających szybką dyfuzję wzorów i treści kulturowych.
- Powstanie prasy drukarskiej, umożliwiającej druk książek i gazet, otwiera pierwszy etap rozwoju kultury masowej. Dzięki wprowadzeniu prasy mechanicznej w roku 1810 można było odbić w ciągu godziny cztery razy więcej arkuszy niż za pomocą prasy ręcznej (ta umożliwiała druk 300 arkuszy na godzinę). W 1848 roku pojawił się wynalazek maszyny rotacyjnej, który przyniósł wydajność do 24 tysięcy arkuszy na godzinę. Do zwiększenia wydajności przyczynił się też linotyp.
- Drugim etapem było pojawienie się radia i telewizji.
- Trzeci etap łączony jest zaś ze stworzeniem komputerów osobistych i Internetu oraz telefonii komórkowej.

Szczególną rolę w formowaniu się kultury masowej na początku XX wieku odegrały: książki, prasa, film (kino), radio (i nieco później telewizja).
Wśród wyżej wymienionych przejawów kultury, książki i prasa są historycznie najstarsze. Zarówno książka, jak i prasa oparte są na druku. Druk pojawił się pierwotnie w Chinach i Korei w IX stuleciu, a w Europie wynaleziony został w XV wieku (zob. też historia druku). Techniki drukarskie nie przyniosły jednak aż do XIX wieku umasowienia z uwagi na barierę analfabetyzmu i stosunkowo wysokie koszty. Aż do XVII stulecia nakłady książek nie przekraczały 2 tysięcy egzemplarzy, choć zdarzały się wyjątki. Na przykład w 1520 roku w ciągu pięciu dni rozszedł się w Niemczech 4-tysięczny nakład kazań Marcina Lutra. Również pierwsze wydanie przekładu Biblii tego samego autora osiągnęło nakład 4 tysięcy. Niemniej jednak od samego początku z książką związany był rynek taniej literatury kramarskiej, zwykle kolportowanej wśród ludu faktycznie przez obwoźnych kramarzy. W Anglii były to zwykle książki o treści kryminalnej i sensacyjnej, choć we Francji częściej pojawiały się jednak bajki, romanse i farsy. Do tego dochodziły jeszcze broszury o treści politycznej i o charakterze religijnym (moralizatorskie broszurki dla szkółek niedzielnych). W XIX wieku do niektórych czytelników z niższych warstw społecznych dotarły też dzieła Karola Dickensa, George’a Gordona Byrona, Waltera Scotta, Victora Hugo czy Honoré de Balzaca co było jednak możliwe głównie dzięki funkcjonującym wypożyczalniom lub czytelniom. W tym wieku rozszerzył się jednak przede wszystkim krąg odbiorców literatury awanturniczej i romansowej. Od lat 30. XX wieku w Stanach Zjednoczonych rozwinął się olbrzymi rynek tanich „książek w miękkich okładkach” (ang. paperback). Zobacz też literatura popularna.
Dla kultury masowej większe znaczenie od książek miała jednak prasa – bardziej od książek niejednolita, operująca aktualnymi treściami. Na początku była ona mniej więcej tym samym co korespondencja prywatna i służbowa przekazywana na przykład między zagranicznymi posłami i ich mocodawcami z tym, że miała charakter publiczny, czyli nie była skierowana do konkretnego odbiorcy podobnie jak starożytne Acta Diurna. Pierwsze gazety miały w dużej mierze charakter polityczny i opiniotwórczy. Już w XVII wieku współzawodnictwo o pozyskiwanie czytelników doprowadziło prasę do wyjścia poza funkcje związane z przekazywaniem informacji na rzecz dostarczania czytelnikom rozrywki. „Osobiste dziennikarstwo” zastąpiono treściami o anonimowym autorstwie. Wśród wiadomości na czoło wysunęły się informacje sensacyjne. W ten sposób powstała tzw. żółta prasa (zob. też tabloid) czego przykładem może być New York World wydawany przez Josepha Pulitzera, który w 1892 roku osiągnął nakład 374 tysięcy egzemplarzy. Pismo to odniosło ogromny sukces dzięki skoncentrowaniu się na trzech trywialnych motywach: przemocy, pieniądzach i płci. We Francji równie „mało poważny” Le Petit Parisien osiągnął w 1899 roku nakład 770 tysięcy (po I wojnie światowej nakład wynosił ponad 2 miliony egzemplarzy). Logika ekonomiczna rynku prasowego prowadziła do koncentracji wydawców, zmniejszała się wraz z tym liczba tytułów i zwiększały się nakłady, co jednocześnie prowadziło do coraz większej jednolitości – standaryzacji i jednorodności oferowanych treści. Z czasem obok rozrywki doszła do prasy jeszcze reklama, co pozwoliło na obniżenie cen gazet przy tym wszystkim jednak tekst otrzymywał na szpaltach coraz mniej miejsca, zastępowały go elementy wizualne, pojawiły się też krótkie historyjki obrazkowe w odcinkach, które dały początek komiksom.
Pierwsza publiczna projekcja filmu miała miejsce na Broadwayu w 1894 roku, rok później w Paryżu odbyła się projekcja braci Lumière. Jego powstaniu towarzyszyła niechęć krytyków artystycznych, których raziła nie tylko techniczna machina stojąca za produkcją filmów, ale przede wszystkim ich treść. Filmy bowiem od początku produkowano by dostarczyć widzom mało wybrednej zabawy, włączając go do repertuaru rozrywek jarmarcznych. Obrazowy charakter filmów sprzyjał łatwości w ich odbiorze. Dla wielu estetyków był on jednak jedynie pewnym nieudolnym naśladowaniem teatru. Faktycznie, przez wiele lat, o masowym charakterze produkcji filmowej decydowały względy techniczne. O ile książkę czy inne druki można było wypuścić nawet w mniejszym nakładzie, to film był tym produktem, który wymagał do swego powstania całego zaplecza techniczno-organizacyjnego a co za tym idzie inwestycji sporych środków finansowych. Zwrot kosztów i zysk pojawiał się tylko wówczas, gdy film znalazł odpowiednio szerokie rzesze odbiorców co z jego treści skutecznie eliminowało wszelkie elementy samodzielności, nonkonformizmu czy oryginalności. Przez lata dominowały filmy amerykańskie. W latach międzywojennych Hollywood stał się światowym centrum produkcji filmowej. Rozwijała się też produkcja filmów animowanych, do których popularyzacji w dużej mierze przyczynił się Walt Disney, organizując w Hollywood wytwórnię produkującą filmy rysunkowe. W okresie największej popularności kinematografii w Stanach Zjednoczonych liczba widzów w kinach sięgała w tym kraju 5 miliardów rocznie. Po drugiej wojnie światowej dominacja Hollywoodu nieco osłabła a kino zaczęło zyskiwać zwolenników wśród artystów jako środek wyrazu sztuki wyższej co przyniosło też rozwój indywidualnej sztuki filmowej (zob. też kino artystyczne). Spore znaczenie komercyjne na polu kultury masowej miał też przez lata rynek filmów pornograficznych.
Wynalazek radia opatentowany został przez Guglielmo Marconiego już w 1896 roku jednak do końca I wojny światowej wykorzystywano go jedynie w wojsku i marynarce. W 1920 roku przeprowadzono pierwszą próbną audycję angielskiej firmy Marconi Company, rozpoczęła też działalność rozgłośnia w Pittsburghu. Pierwotnie względy ekonomiczne, chęć sprzedaży jak największej ilości odbiorników kształtowały program nadawany przez radio. Od początku radiem zainteresowani byli też reklamodawcy. Nieco inną drogą organizacyjną poszła radiofonia w Ameryce a inną w Europie. Podczas gdy w Stanach Zjednoczonych radiofonia kształtowana była swobodnie przez mechanizmy rynkowe to w krajach europejskich przyjął się nadzór publiczny nad radiofonią z tzw. opłatami rejestracyjnymi, ewentualnie także z zakazem reklamy.
W 1928 roku odbyła się pierwsza transmisja telewizyjna z Londynu do Nowego Jorku co zapoczątkowało erę telewizji. W końcu XX wieku telewizja stała się najbardziej reprezentatywną formą kultury popularnej. W Wielkiej Brytanii jedna trzecia czasu codziennej aktywności statystycznego mieszkańca tego kraju polegała na spędzaniu czasu przed telewizorem. W USA telewizja była średnio oglądana dwa razy dłużej a sumaryczny czas, jaki przeciętny Amerykanin spędzał w swoim życiu przed telewizorem wynosił 7 lat. W Polsce, w ostatniej dekadzie XX wieku, tylko co 6 Polak sięgał po książkę, pozostała część populacji spędzała przeciętnie 4 i pół godziny dziennie przed telewizorem. Niektóre bardzo popularne gatunki telewizyjne zyskały sobie szczególnie niepochlebne opinie krytyków w tym m.in. tzw. opery mydlane, telenowele, westerny, reality show, talk-show, sitcomy.
Ważne dla kultury masowej okazały się też:
- nagrania muzyczne (na początek ich przenośnym nośnikiem były płyty gramofonowe – zob. też gramofon – które później zostały wyparte przez nośniki magnetyczne i cyfrowe), najczęściej nagrywana i odtwarzana była najbardziej popularna muzyka, czyli muzyka rozrywkowa, nagrania umożliwiały odtwarzanie utworów zarówno w miejscach prywatnych, jak i w miejscach publicznych (na zabawach, potańcówkach, dancingach) bez konieczności angażowania samych muzyków – tak powstały dyskoteki i kluby nocne z muzyką dyskotekową. Z czasem do dźwięku dodano ruchomy obraz, tworząc w połowie lat 70. XX wieku nową formę twórczą w postaci teledysku zapisywanego za pomocą technik wideo podobnie jak filmy; do użytku weszły też kolejno magnetofon, magnetowid, odtwarzacze płyt CD, odtwarzacze płyt DVD i inne nowe środki, które umożliwiały także nagrywanie i rejestrację utworów amatorom w warunkach domowych.
- reprodukcje dzieł plastycznych (fotografia, związana z nią fotografia artystyczna zwana też fotografiką, hologramy).

Warto w tym kontekście też wspomnieć o takim fenomenie kultury masowej jakim była (i do tej pory w zasadzie jest) pocztówka. Lata jej największej popularności przypadają na pierwsze ćwierćwiecze XX wieku. W Niemczech w 1899 roku wydrukowano 88 milionów kartek pocztowych. We Francji w 1910 roku wydrukowano ich w sumie 123 miliony.
Ważką rolę zawsze odgrywała też reklama, której przynależność do obszaru sztuki może budzić z pozoru wątpliwości z uwagi na jej służebną rolę wobec innych celów, zwykle ekonomicznych. Socjologowie kultury jednak nie mają wątpliwości, że reklama jest formą sztuki i to w przeważającej większości sztuki o charakterze popularnym. Reklamie zawsze też towarzyszyła krytyka (zob. też krytyczna teoria reklamy), która dotyczyła nie tylko jej ewentualnej dokuczliwości, ale w dużej mierze jej aspektów estetycznych. Przykładem takiej krytyki może być publikacja włoskiego fotografika Oliviero Toscaniego Reklama – uśmiechnięte ścierwo. Toscani krytykuje w niej brak autentyczności, nieszczerość, przejaskrawienie i kicz, jaki występuje powszechnie w reklamach (w tym często pojawiające się w nich „sztucznie” uśmiechnięte twarze). Zastępuje takie podejście innym. Proponuje by kanał społecznej komunikacji, jakim jest reklama, stał się nośnikiem swoistej sztuki i przekazu filozoficznego.
W kontekście kultury masowej należy też wspomnieć o takich jej przejawach jak plakat, sztuka uliczna i architektura. Współcześnie znaczenia nabrały też wszelkie formy kultury popularnej związane z nowymi mediami w tym gry komputerowe i popularne formy net artu (np. liternet, blogi, fotoblogi, wideoblogi, mail art).
Do przejawów kultury masowej należą też między innymi: masowe festyny i zabawy towarzyszące wiejskim odpustom lub miejskim jarmarkom, karnawały, rekonstrukcje historyczne, parki rozrywki (do najbardziej znanych należą Disneyland i jego paryski odpowiednik Disneyland Resort Paris), gabinety figur woskowych.
Niejako na marginesie kultury popularnej pojawiają się takie niemasowe zjawiska jak graffiti, wlepki czy subvertising.

## Specyfika kultury masowej
Termin kultura masowa dotyczy zjawisk masowych, powiązanych z masowym rozpowszechnianiem, masową komunikacją, powielaniem za pomocą środków technicznych. Pojęcie kultury masowej ogniskuje się więc przede wszystkim na dwóch koncepcjach:
- koncepcji mas (powstanie społeczeństw, zbiorowości masowych),
- koncepcji przemiany cywilizacyjnej, z którą związane jest wprowadzenie i upowszechnienie środków technicznych, które pozwoliły tym zbiorowościom powielać i rozpowszechniać różnego rodzaju wytwory kultury, w sposób wcześniej niespotykany.

### Ujednolicenie/standaryzacja
Za podstawowe kryteria wyróżniające kulturę masową uznaje się kryterium ilości i kryterium standaryzacji. Pierwsze z nich oznacza, że produkty kulturowe emitowane są z nielicznych źródeł, adresowane są natomiast do masowego odbiorcy. Odbiorcy kultury masowej tworzą publiczność, czyli rozproszoną przestrzennie zbiorowość skoncentrowaną na konkretnym przekazie kulturowym. Odbiorcą kultury niemasowej (np. koncertu kameralnego) jest natomiast audytorium, czyli zbiorowość pozostająca w bliskości fizycznej.
Kryterium standaryzacji oznacza, że produkty kultury masowej są zestandaryzowane zarówno co do formy, jak i do treści. Kryteria ilości i standaryzacji spełniane są np. przez muzykę popularną (np. piosenki radiowe), filmy telewizyjne czy reklamy.
Cechy kultury masowej wynikają z charakteru środków masowego przekazu, które umożliwiają jej funkcjonowanie. Dzięki radiu, prasie czy telewizji możliwe jest dotarcie do masowego odbiorcy. Charakter tych mediów sprawia jednak, że przekaz jest jednostronny, a masowy odbiorca staje się odbiorcą biernym. Media wymuszają także standaryzację i formalizację przekazów kulturowych. Celem kultury masowej nie jest tworzenie wysublimowanych dzieł ukierunkowanych na zaspokojenie potrzeb estetyczno-moralnych, lecz zysk. To właśnie ekonomiczne podporządkowanie wytwarzania produktów kultury masowej czyni ją podległą gospodarce.

### Wspólny mianownik
Niski poziom treści kultury masowej wyjaśnia koncepcja wspólnego mianownika – aby treści kulturowe mogły być zrozumiałe dla wszystkich, muszą być one przedstawione w najprostszej formie, nie wyrafinowanej, przez co są tak dobierane, aby mogły dotrzeć do jak największej liczby odbiorców. Jeżeli różnice kulturowe między nimi są zbyt duże, koncepcja wspólnego mianownika zakłada, że będą jeszcze bardziej upraszczane. Przykładem mogą być np. treści filmów produkowanych w Hollywood, które to filmy przygotowywane są z myślą nie tylko o widzach amerykańskich, ale także o widzach w krajach Trzeciego Świata.
Z powodu tych cech przyrównuje się często tworzenie kultury masowej do produkcji przemysłowej. Dzieła kultury określane są mianem produktów, a sam proces tworzenia mianem produkcji. Obieg kultury przyrównuje się do rynku, gdzie poszczególne produkty kulturalne konkurują ze sobą w walce o uwagę konsumentów.

## Kultura popularna a kultura ludowa
Pojęcie kultury ludowej odnosi się do kultury typowej dla społeczeństw przedindustrialnych (wiejskich), które stanowiły pewną organiczna całość – wspólnotę, w której ramach wspólne wartości skutecznie regulowały więzi jednostek ze społecznością, określały w takich społecznościach zróżnicowanie, hierarchię i ład moralny. Społeczność wiejska nie była liczna, gdyż miała charakter lokalny, cechowała ją względna izolacja i samowystarczalność. Jej członków łączyło pokrewieństwo, sąsiedztwo, znajomość, tradycja, stabilne normy i wartości, te same zwyczaje i wierzenia, poczucie solidarności i tożsamości. Bezpośrednie kontakty miały charakter osobisty – cechowały je wzajemne zainteresowanie, życzliwość, gotowość do współpracy i pomocy wzajemnej. Relacje kształtowało poczucie swojskości i sympatii. Obcy nie byli tolerowani, chyba że zostali włączeni we wspólnotę. Kultura ludowa cechowała się wolnym tempem zmian i wolnym przepływem informacji. Opinie i poglądy rodziły się na drodze kontaktów bezpośrednich.
Kultura ludowa jaka istniała w społecznościach wiejskich była spontaniczną, autentyczną ekspresją, wyrastała niejako od dołu, bezpośrednio łączyła się z doświadczeniami i życiem ludzi, przez nich była tworzona i kształtowana. Choć nie pozostawała zupełnie obojętna na wpływy kultury mieszczańskiej funkcjonowała jednak w odrębności od elitarnej, dworskiej kultury panów. Nie aspirowała też do bycia sztuką, była jednak akceptowana i na swój sposób poważana. Można więc powiedzieć, że była niejako „własną” instytucją ludności wiejskiej. W kulturze ludowej nie było ani przestrzennego, ani też społecznego dystansu pomiędzy twórcami i odbiorcami. Twórca ludowy był amatorem, swego rodzaju rzemieślnikiem, gdyż jego sztuka była elementem codziennego użytku. W pierwszym rzędzie z jego wytworów użytek czynili bliscy i znajomi, z którymi łączyły go osobiste więzi. Funkcja artysty ludowego była też wielostronna, związana była ze wszystkimi innymi obszarami aktywności kulturowej. Choć cechy twórczości ludowej znamionowała duża doza zindywidualizowania to twórca w kulturze ludowej pozostawał jednak anonimowy.
Mała społeczność lokalna (wiejska) różni się pod wieloma względami od masowej społeczności wielkomiejskiej (zob. też społeczeństwo masowe, kultura miejska), w której powstała i rozwijała się kultura masowa. Społeczność wielkomiejska jest nie tylko liczebna, ale i rozległa przestrzennie. Jest też ruchliwa, różnorodna. Kontakty mają zwykle charakter rzeczowy, formalny, a nie osobowy, gdyż osobiste więzi międzyludzkie nie są w stanie łączyć bliżej tak licznej zbiorowości. Ludzie żyją więc we względnej izolacji, są zdystansowani do siebie, podchodzą do siebie z dużą dozą obojętności. Jest to więc swego rodzaju – jak ujął to amerykański socjolog David Riesman – samotny tłum. W społeczności wiejskiej komunikowanie treści symbolicznych odbywało się na drodze bezpośrednich, osobistych kontaktów, w zamkniętych grupach o niewielkim stopniu przenikania, podczas gdy w społecznościach wielkomiejskich, jeśli pominąć kręgi rodzinne lub koleżeńskie, komunikacja, choć zatacza dużo szersze kręgi, jest znacznie bardziej powierzchowna, odbywa się zasadniczo za pomocą środków masowego przekazu.
Pojawienie się kultury masowej związane jest z rosnącą dysproporcją pomiędzy twórcami i odbiorcami, rosnącą specjalizacją przekazywania kultury symbolicznej i rosnącą rolą ośrodków wyspecjalizowanych w przekazywaniu kultury. Kultura ludowa kontrastuje więc z kulturą masową, w której odbiorca nie uczestniczy w procesie wytwarzania kultury, lecz pozostaje bierny, otrzymuje gotowy komercyjny produkt (a raczej jedną z jego licznych kopii). Produkt taki jest wytworem zespołu artystów i techników zarządzanych przez managerów biznesu. Wartość dzieła ocenia się najczęściej przez pryzmat tego, jakie może ona przynieść pieniądze (gdyż ich brak przekreśla szanse na dalszą twórczość). Kultura masowa jest szybko zmieniająca się, oparta jest na dużej liczbie informacji, których przepływ jest szybki.
Z uwagi na powyższe różnice obu kultur często spotyka się pogląd, że kultura ludowa jest dużo bliższa naturze ludzkiej niż kultura masowa co w skrajnych przypadkach prowadzi do idealizacji (zob. też ludowość) – zapomina się przy tym na przykład o uwikłaniu w znój pracy, niewiedzy, ale też i innych zjawiskach społecznych, może nie nagminnych to jednak obecnych w życiu dawnej wsi: biedzie, brutalności, przemocy czy pijaństwie ludzi żyjących w kulturze ludowej.

## Przejawy kultury popularnej
Jeszcze jeden ze sposobów definiowania kultury popularnej polega na wymienieniu tego, co mieści się w ramach tego pojęcia. Choć z punktu metodologicznego jest to podejście bardzo ułomne daje to pewne spojrzenie na to, co jest przedmiotem uwagi badaczy kultury popularnej. Niemniej jednak samo pojęcie kultury jest pojęciem bardzo pojemnym i jego rozumienie ulega zmianie zarówno w czasie, jak i zależnie od kontekstu. Za taką zmiennością podąża też i znaczenie terminu kultura masowa. Choć do kultury masowej zalicza się zasadniczo jedynie formy kultury symbolicznej i w zasadzie wyłącza się z pojęcia kultury masowej zjawiska związane z kulturą fizyczną (sportem uczestniczącym i sportem widowiskowym) oraz podróżowaniem (turystyką) to obszary te mają wiele związków z samą kulturą masową. Często też mają charakter masowy i współzawodniczą z egalitarnymi sztukami o wolny czas rzesz ludzi. Również wiele związków z kulturą popularną posiada też kultura materialna (w tym kultura żywienia) nie tylko z uwagi na to, że kształt estetyczny przedmiotów użytkowych określa wzornictwo przemysłowe i architektura – dziedziny bądź co bądź przynależne do sztuki – to w świetle np. teorii postmodernistycznych wiele z takich przedmiotów nabywanych lub użytkowanych jest bardziej (lub nawet czasami tylko) dla znaczenia, jakie mają one w przestrzeni społecznej, a nie dla ich wartości użytkowej. Dla kulturoznawstwa duże znaczenie mają codzienne praktyki, za pomocą których kultura się przejawia w życiu ludzi. W ten sam sposób spogląda się więc też często i na kulturę popularną.